# Archiconchoecinna ecuneata
Archiconchoecinna ecuneata är en kräftdjursart som beskrevs av V. G. Chavtur 2003. Archiconchoecinna ecuneata ingår i släktet Archiconchoecinna och familjen Halocyprididae. Inga underarter finns listade i Catalogue of Life.